# كويتيرو أولميدو
كويتيريو أولميدو (بالإسبانية: Quiterio Olmedo) (21 ديسمبر 1907 – تاريخ الوفاة غير معلوم) لاعب كرة قدم باراغواياني راحل كان يجيد اللعب في خط الدفاع .
لعب طوال مسيرته الرياضية في نادي ناسيونال . شارك مع منتخب الباراغواي في بطولة كأس العالم 1930 في الأوروغواي كما شارك في بطولة كأس أمريكا الجنوبية مرتين في 1929 و 1937 .

## روابط خارجية
- كويتيرو أولميدو على موقع الاتحاد الدولي (مؤرشف)  (الإنجليزية)
- كويتيرو أولميدو على موقع قاعدة بيانات كرة القدم.إي يو (الإنجليزية)
- كويتيرو أولميدو على موقع ناشيونال فوتبول تيمز (الإنجليزية)
- كويتيرو أولميدو على موقع Soccerway.com (الإنجليزية)
- كويتيرو أولميدو على موقع عالم كرة القدم.نت (الإنجليزية)